# Guillermo Sepúlveda
Guillermo Sepúlveda Rodríguez (* 28. Februar 1934 in Guadalajara, Jalisco; † 19. Mai 2021) war ein mexikanischer Fußballspieler und ein hervorragender Innenverteidiger, der seine größten Erfolge mit Chivas Guadalajara feierte. Er war Teil jener legendären Mannschaft, die in den neun Jahren zwischen 1957 und 1965 siebenmal mexikanischer Meister wurde und den Beinamen „Campeonísimo“ erhielt. Bekannt war er auch unter seinem Spitznamen „El Tigre“ (Der Tiger).

## Laufbahn
Sepúlveda begann 1952 bei Atlas Guadalajara und wechselte ein Jahr später zu seinem langjährigen Verein Chivas, mit denen er auch seine größten Erfolge feierte. Allerdings gehörte er in der Saison 1958/59 nicht zum Kader der Meistermannschaft, weil es nach seiner Verletzung bei der WM 1958 versäumt wurde, ihn rechtzeitig für die an die Fußball-Weltmeisterschaft anschließende Spielzeit zu registrieren. 1966 folgte der Wechsel zu den Jabatos de Nuevo León und 1968 die Rückkehr nach Guadalajara zum Club Deportivo Oro, bei dem er seine aktive Laufbahn beendete.
Sepúlveda war ein Spieler, der durch seinen kompromisslosen Einsatz und Kampfgeist auffiel. Er verlieh der Abwehr Stabilität und galt als einer der charismatischsten Spieler seiner Zeit.
Sein Länderspieldebüt gab er am 28. April 1957 in den USA, wo die mexikanische Auswahl den Gastgeber mit 7:2 regelrecht deklassierte. Insgesamt absolvierte er 30 Länderspiele. „El Tigre“ wurde sowohl für die WM 1958 als auch für die WM 1962 nominiert und bestritt insgesamt vier WM-Spiele. Obwohl er vor der WM 1966 zum Kapitän der Mannschaft ernannt wurde, die zur WM nach England reiste, wurde er aufgrund von Querelen noch vor der WM am 12. Juni 1966 aus dem Nationalkader entlassen. Sein letztes Länderspiel hatte er somit bereits am 25. April 1966 gegen Paraguay bestritten. Aufgrund des Ergebnisses kann es im Nachhinein durchaus als ein würdiger Abschied bezeichnet werden, denn Mexiko gewann dieses Spiel haushoch mit 7:0.

## Erfolge
- Mexikanischer Meister (6): 1957, 1960, 1961, 1962, 1964, 1965
- Mexikanischer Supercup (5): 1957, 1960, 1961, 1964, 1965
- Pokalsieger (1): 1963
- CONCACAF-Champions’-Cup-Sieger (1): 1962